# 北大湖スキー場
座標: 北緯43度25分15.9秒 東経126度37分43.5秒 / 北緯43.421083度 東経126.628750度
北大湖スキー場（中国語： 北大湖滑雪场、英語：Beidahu Skiing Area）は中華人民共和国の吉林省吉林市北大湖鎮にあるスキー場。
吉林省の省都長春から141km、吉林市市街からは53kmの距離に位置する。この地域には標高1200mを越える山が9座あり、最高峰は1404mの南楼山である。
スキー場の総面積は17.5平方キロ、最大高低差は870メートル。リフト・ゴンドラは計4本。1993年にオープンした。
国際競技を開催する条件も満たしており、2007年2月にはアジア冬季競技大会（「長春2007」）の山岳系競技（フリースタイル・スキー、クロスカントリースキー、バイアスロン、アルペンスキー、スノーボード）が開催された。
吉林北大湖スポーツ観光経済開発区に含まれ、中国のAAAA級風景区に指定されている。